# The Lesser Evil
The Lesser Evil è un cortometraggio muto del 1912 diretto da D.W. Griffith.

## Trama
L'esistenza di una giovane donna viene messa a soqquadro quando la ragazza viene rapita da una banda di contrabbandieri.

## Produzione
Il film fu prodotto dalla Biograph Company.

## Distribuzione
Distribuito dalla General Film Company, il film - un cortometraggio in una bobina - uscì nelle sale cinematografiche statunitensi il 29 aprile 1912. Ne venne fatta una riedizione distribuita il 3 gennaio 1916.
Il film è stato distribuito in DVD dalla Kino on Video, inserito in un'antologia dedicata a Griffith dal titolo Griffith Masterworks: Biograph Shorts (1908-1914); il DVD in NTSC, che ha una durata complessiva di 362 minuti e contiene oltre venti opere di Griffith, è uscito sul mercato il 10 dicembre 2002.